# Jerukwudel
Jerukwudel is een bestuurslaag in het regentschap Gunung Kidul van de provincie Jogjakarta, Indonesië. Jerukwudel telt 1561 inwoners (volkstelling 2010).